# Préfecture de Wakayama
La préfecture de Wakayama (和歌山県, Wakayama-ken) est une préfecture du Japon, la plus au sud de l'île de Honshū.

## Histoire
La préfecture de Wakayama correspond en grande partie à l'ancienne province de Kii, dont la ville de Wakayama était d'ailleurs la capitale.

## Géographie
Elle est bordée des préfectures d'Osaka, Nara et Mie.

### Villes
Liste des 9 villes de la préfecture :
- Arida
- Gobō
- Hashimoto
- Iwade
- Kainan
- Kinokawa
- Shingū
- Tanabe
- Wakayama (capitale)

### Districts, bourgs et villages
Liste des 6 districts de la préfecture, ainsi que de leurs 20 bourgs et unique village :
| - District d'Arida - Aridagawa - Hirogawa - Yuasa - District de Hidaka - Hidaka - Hidakagawa - Inami - Mihama - Minabe - Yura | - District de Higashimuro - Kushimoto - Kitayama (village) - Kozagawa - Nachikatsuura - Taiji - District d'Ito - Katsuragi - Kōya - Kudoyama | - District de Kaisō - Kimino - District de Nishimuro - Kamitonda - Shirahama - Susami |

## Économie
La préfecture de Wakayama est un des principaux producteurs de mikans du Japon.
Il est également avéré aujourd'hui que l'une des principales ressources économiques de la région est la déportation et le massacre de dauphins (film reportage The Cove).

## Démographie
Lors du recensement national de 2020, la préfecture de Wakayama comptait un total de 922 584 habitants, répartis sur une superficie de 4 725,55 km2 (densité de population 195 hab./km2).

## Culture
Les sites sacrés et chemins de pèlerinage dans les monts Kii classés sur la liste du patrimoine mondial de l'Unesco sont une attraction majeur de la préfecture. Le mont Kōya dans le district d'Ito qui est le siège de la secte bouddhique japonaise Shingon en fait partie. Il possède un temple majeur de style bouddhique japonais et reste un site de pèlerinage. Il est une destination touristique populaire pour ses anciens temples situés au milieu des cèdres au sommet de la montagne.
Les tombeaux de Kumano sont situés au sud de la préfecture.

## Tourisme

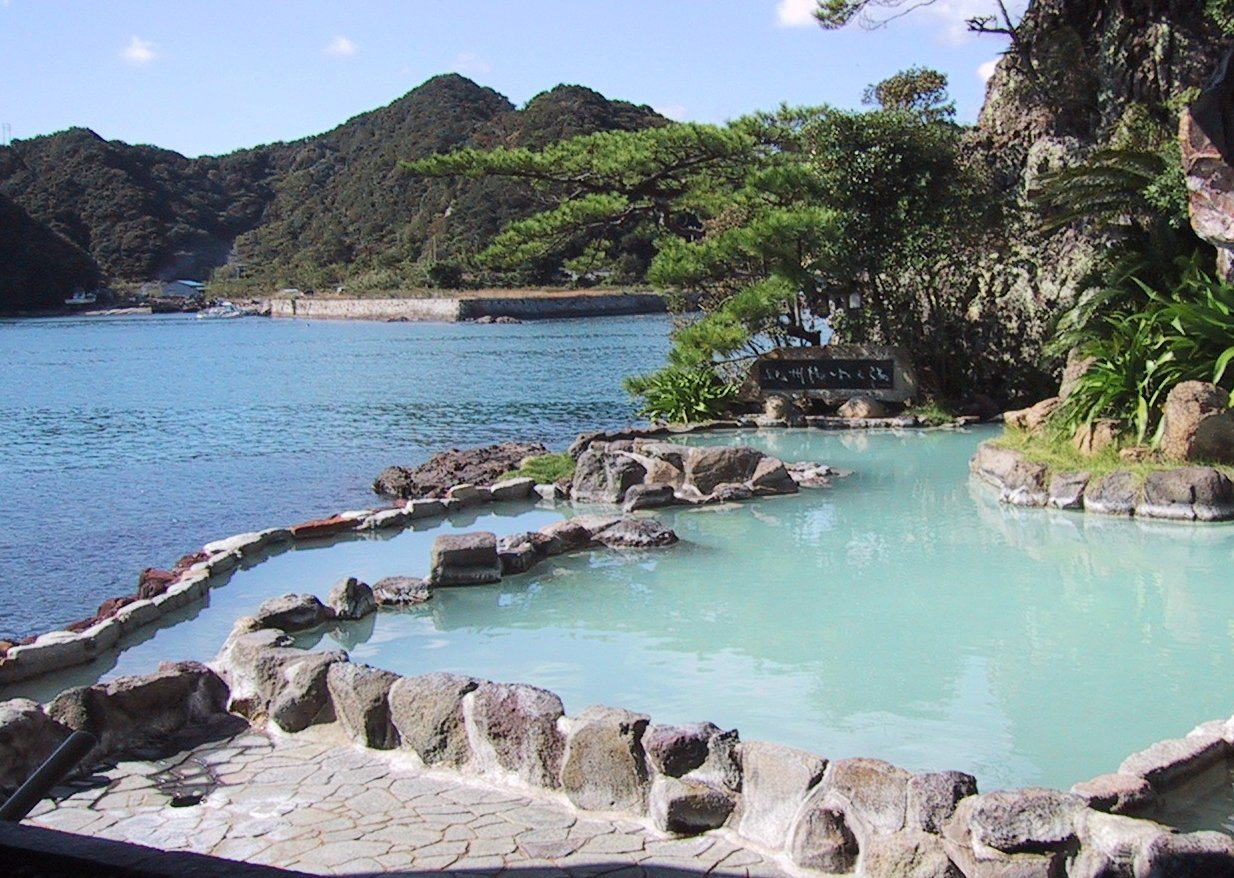
Onsen à Nachikatsuura
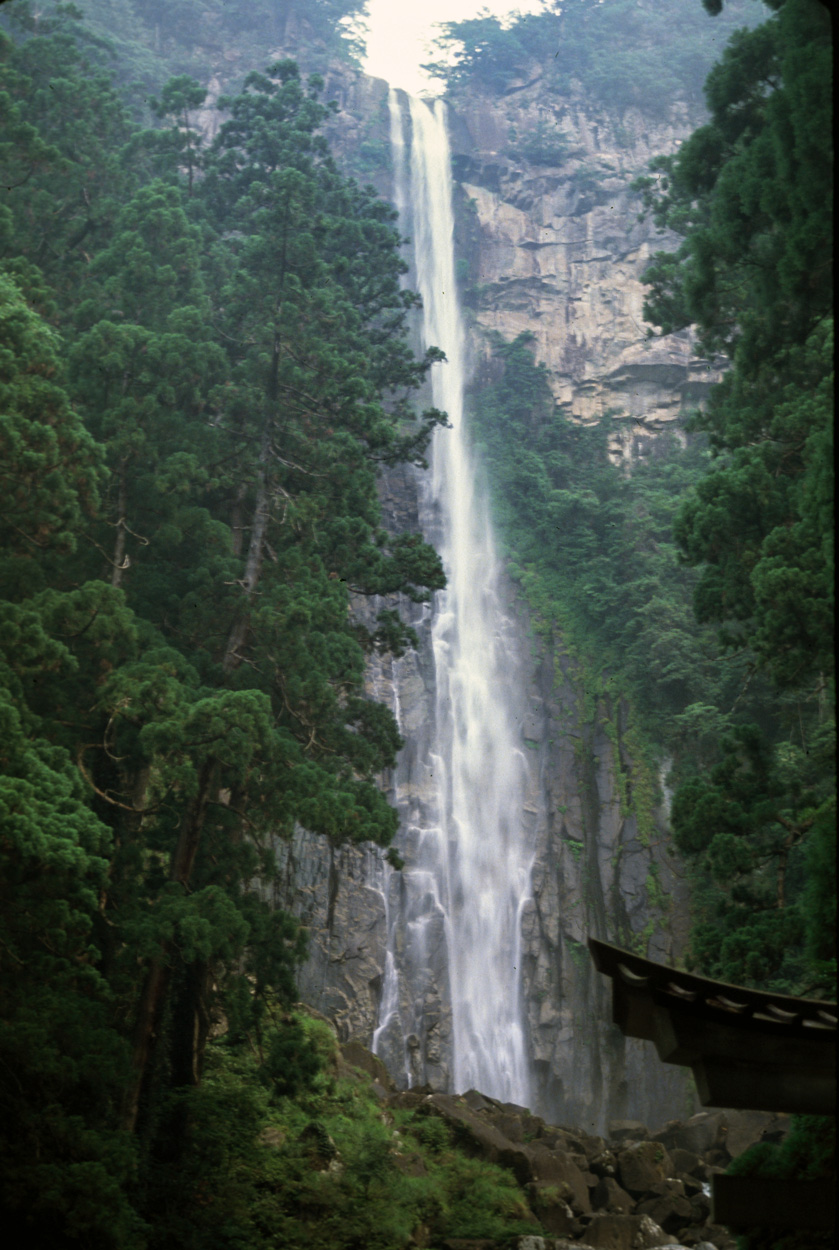
Chute de Nachi
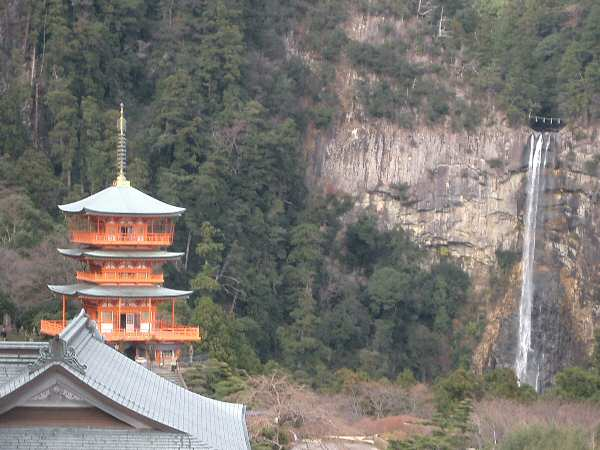
Chute de Nachi
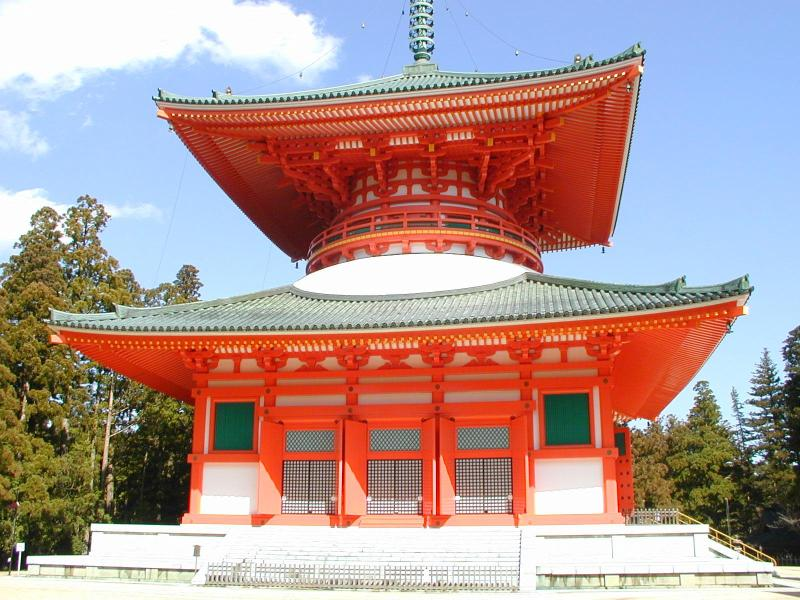
Konpon Daido (Mont Koya)
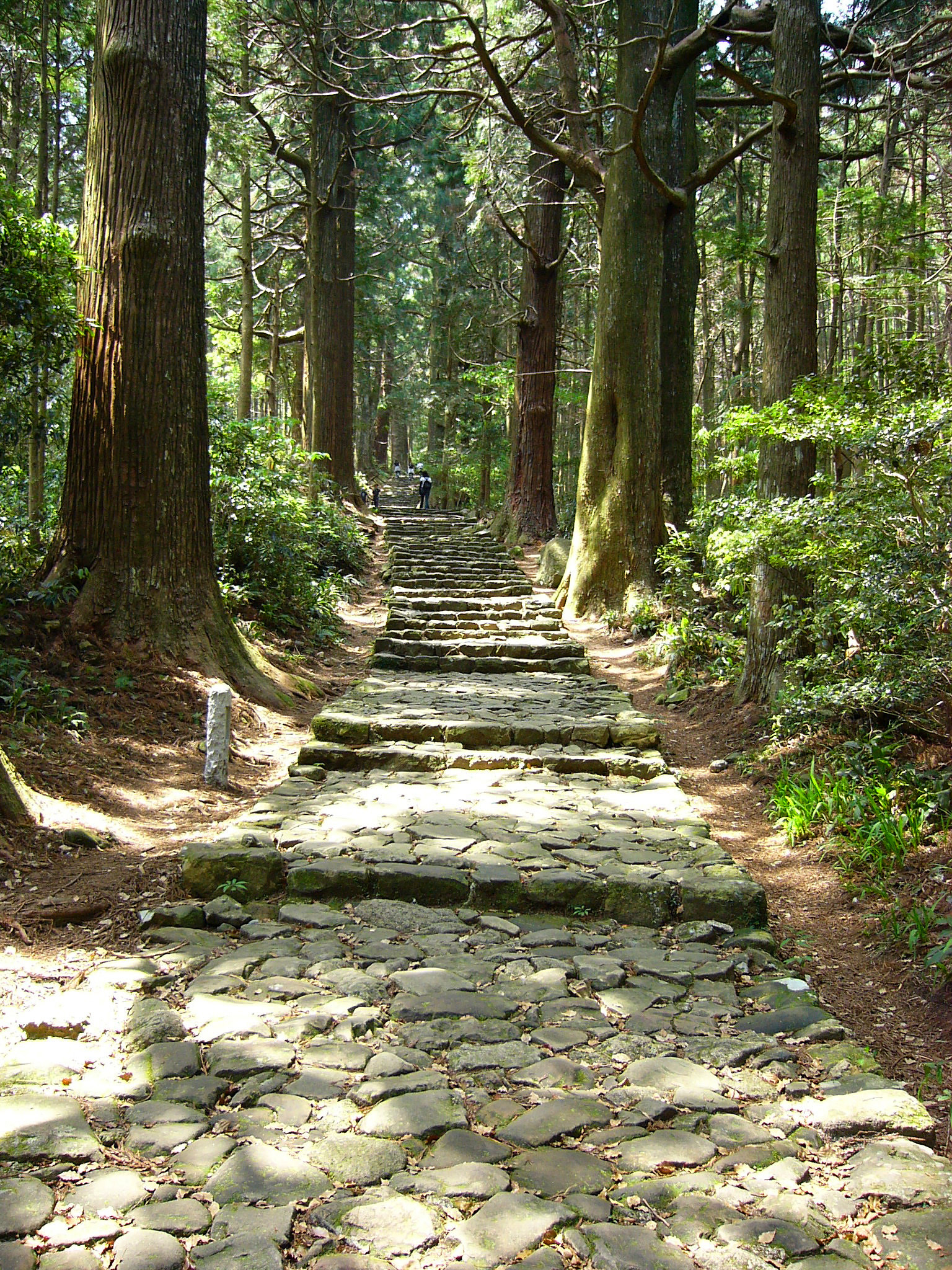
Daimonzaka
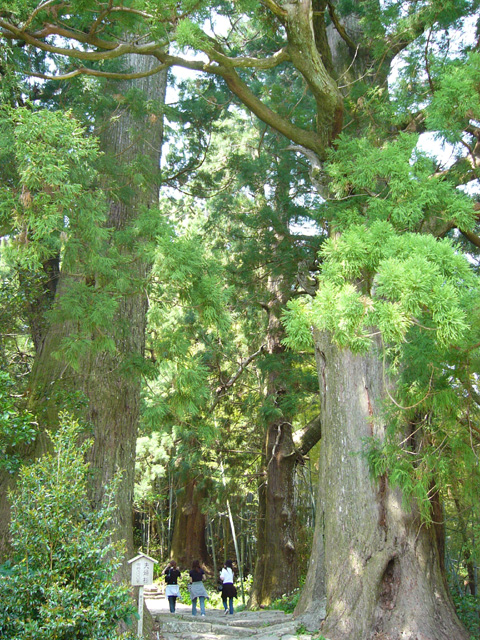
Daimonzaka
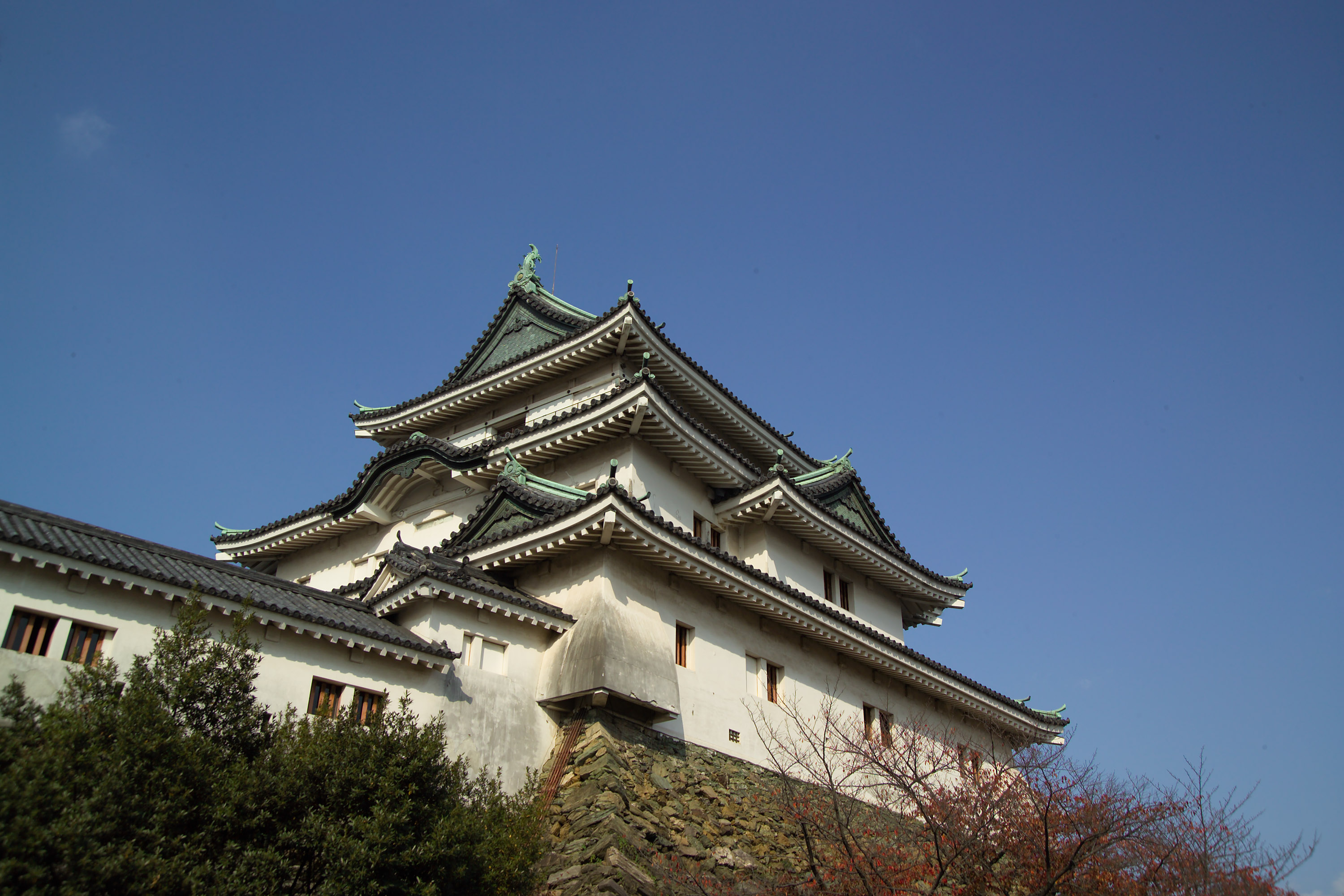
Château de Wakayama

## Jumelages
La préfecture de Wakayama est jumelée avec les municipalités ou régions suivantes :
- Shandong (Chine) depuis le 18 avril 1984 ;
- Pyrénées-Orientales (France) depuis le 15 septembre 1993 ;
- Galice (Espagne) depuis le 9 octobre 1998 ;
- Sinaloa (Mexique) depuis le 20 mai 1996 ;
- Floride (États-Unis) depuis le 4 octobre 1995.